# Группа Филимона Бодиу
Группа Филимона Бодиу (рум. Grupul al lui Filimon Bodiu) — молдавская антисоветская подпольная организация 1945—1950 годов. Состояла из крестьян-антикоммунистов. Члены группы вели активную антисоветскую агитацию, совершали нападения и убийства советских функционеров, колхозных активистов и милиционеров. Ликвидирована органами МГБ после пятилетней деятельности. Некоторые члены группы реабилитированы в независимой Молдавии.

## Создание
В 1944 году Бессарабия была вновь включена в состав Советского Союза в качестве Молдавской ССР. Интенсивная советизация, коллективизация, насаждение государственного атеизма вызывали широкое недовольство, особенно в крестьянской среде. Возникали подпольные группы сопротивления.
Одной из первых таких групп стала организация, созданная убеждённым антикоммунистом, крестьянином Оргеевского уезда Филимоном Бодиу. Членский состав был немногочислен — 8-10 человек, включая самого Бодиу, его жену Олимпиаду, сына-подростка Иона и дочь-подростка Юлию. Однако организация действовала на значительных территориях Оргеевского и Бельцкого уездов. Это объяснялось поддержкой, которую оказывали группе десятки крестьянских семей. Основная подпольная база Бодиу находилась на окраине одного из сёл Кишкаренского района. Временные укрытия ему предоставлялись в пятнадцати деревнях.

## Агитация и террор
Группа Филимон Бодиу не имела ни чёткой организационной структуры, ни даже названия. Членский состав не фиксировался. Основным методом борьбы являлась антисоветская, в частности, антиколхозная агитация. Основными пропагандистами выступали сам Бодиу с женой и сельская учительница Екатерина Видрашку. Среди членов группы был Штефан Волонтир, секретарь сельсовета родной деревни Бодиу. С его помощью Филимон и Олимпиада Бодиу получили документы на фамилию Гросу. Филимон использовал имена Андрей и Димитрий, Олимпиада — имя Люба.
Обычно агитация велась посредством личных встреч и непосредственных собеседований с крестьянами. Зачитывались специально написанные обращения. Таким воздействием удавалось срывать запланированные организации колхозов и комсомольских ячеек, закрытия церквей, уничтожения православных крестов, другие мероприятия советской власти. Крестьянская молодёжь, в том числе девушки, вступавшие в комсомол или снимавшие кресты, подвергались жёстким физическим наказаниям.
В своих агитационных выступлениях Бодиу хвалил порядки королевской Румынии. Он был панрумынистом и унионистом, общался исключительно на румынском языке. Он также предсказывал войну между СССР и США, в которой Советский Союз потерпит поражение.
Группа Филимона Бодиу практиковала угрозы и насилие в отношении партийного и советского актива. Известны случаи, когда предупредительными выстрелами в стену Бодиу заставлял уполномоченных по хлебозаготовкам прекратить реквизиции зерна у крестьян. Аналогичными методами Бодиу добивался прекращения антирелигиозной пропаганды в школах.
Вся семья Бодиу постоянно была при оружии (автоматы у родителей, обрез у сына, пистолет у дочери).

Подпольные агитаторы-филимоновцы носили при себе стволы и при необходимости пускали в ход.

В 1947—1950 группой Бодиу были совершены несколько убийств. Жертвами стали начальник сельской милиции Лука Барбарош, милиционеры Ион Богонос и Василе Георгитэ, председатель сельсовета Ефим Буруянэ, председатель колхоза Думитру Косован, колхозный активист Леонтий Касьян, советский активист Василе Гаврилицэ. Филимону Бодиу приписываются также убийства секретаря сельсовета Сары Бурд и одного из членов группы Александру Аппарату.
Совершаемые убийства Филимон Бодиу считал не терактами, а исполнением приговоров своего суда в назидание обществу:

Я не убиваю людей, я преподаю им уроки.

Филимон Бодиу

За голову Филимона Бодиу была объявлена денежная награда: 25 тысяч рублей за живого, 15 тысяч за мёртвого. В рапорте министра внутренних дел Молдавской ССР генерал-лейтенанта Тутушкина министру внутренних дел СССР генерал-полковнику Круглову Филимон Бодиу характеризовался как «бандит и террорист, совершивший много убийств и разбойных нападений». Исследователи отмечают, однако, что крестьянская среда воспринимала деятельность группы Бодиу как политическую, а не уголовную — в противном случае поддержка была бы исключена, и организация не смогла бы продержаться в течение пяти лет.

## Последний бой
Несколько членов группы были арестованы МГБ, но самого Филимона Бодиу долго не удавалось обнаружить. Он регулярно появлялся в присутственных местах, представлялся, угрожал оружием, направлял письма за своей подписью — но обладал способностью быстро уходить от преследования. Выйти на след Бодиу удалось только путём вербовки некоторых его бывших сторонников.
16 ноября 1950 дом в селе Мындрешты, где скрывались Филимон, Олимпиада и Ион Бодиу был окружён МГБ и милицией. Филимон и Ион были убиты в перестрелке, Олимпиада тяжело ранена, Юлия сумела бежать. Вместе с арестованной Олимпиадой Бодиу были осуждены Екатерина Видрашку и ещё пятнадцать крестьян. Последний процесс по делу группы Бодиу состоялся в 1954 году.
В общей сложности были осуждены 32 человека. Онисим Рошка, присутствовавший при убийстве Леонтия Касьяна, получил смертный приговор, 31 подсудимый (в основном не члены организации, а связанные с ними крестьяне) — различные сроки в ГУЛАГе. 16 человек, в том числе Олимпиада Бодиу, Екатерина Видрашку, Штефан Волонтир, были приговорены к 25 годам заключения.
В 1956 году сроки членам группы Бодиу были сокращены до 10 лет. Олимпиада Бодиу вернулась в Молдавию в 1965. Дом семьи Бодиу был разрушен, поэтому она жила у сестры. Скончалась в 1971 году. Юлия Бодиу скрывалась у сочувствующих крестьян.

## Частичная реабилитация
В 1995-1996 годах Высшая судебная палата Молдавии реабилитировала нескольких членов группы Филимона Бодиу, в том числе Штефана Волонтира. Однако примерно половине организации, включая Филимона и Олимпиаду Бодиу, в реабилитации было отказано.